# Karmozijnbesfamilie
De karmozijnbesfamilie (Phytolaccaceae) is een familie van kruiden, bomen en heesters. De familie komt voornamelijk voor in tropische en subtropische gebieden.
In België en Nederland komen de oosterse karmozijnbes (Phytolacca esculenta) en de westerse karmozijnbes (Phytolacca americana) voor.